# Parasitose
 (septembre 2014).
Si vous disposez d'ouvrages ou d'articles de référence ou si vous connaissez des sites web de qualité traitant du thème abordé ici, merci de compléter l'article en donnant les références utiles à sa vérifiabilité et en les liant à la section « Notes et références ».
 Mise en garde médicale
Parasitose est un terme désignant l'ensemble des maladies dues à des parasites (appelées aussi maladies parasitaires ou maladies parasitiques). 

La parasitologie est la science qui étudie les parasitoses chez l'Homme ou d'autres espèces (animaux, champignons, plantes).

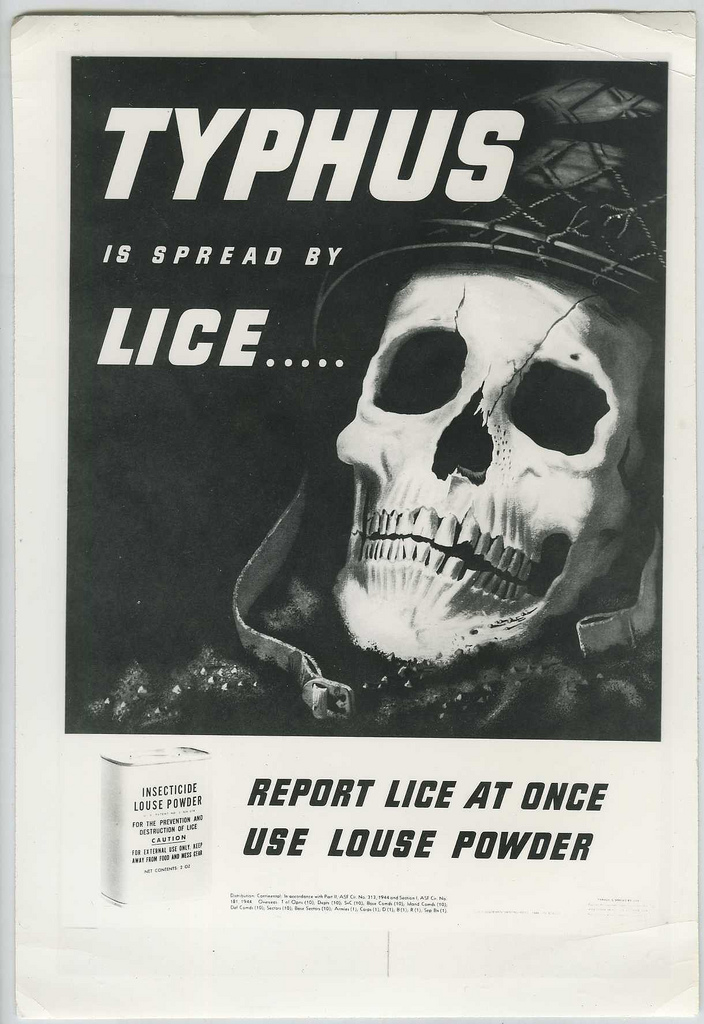
La lutte contre les parasitoses prend une importance particulière dans les milieux confinés (écoles et casernes) où la promiscuité et les déplacements des individus favorisent les parasitoses. Les infestations de poux, par exemple, ici combattues durant la Seconde Guerre mondiale par le service médical des armées américain via une affiche alertant sur le fait que « le Typhus est propagée par les poux... » et encourageant les soldats à utiliser une poudre anti-poux (probablement à base de DDT).

## Classification

### Classification par les causes
On peut placer les parasitoses en trois groupes selon leurs agents (parasites) : 
- les protozoaires (parasites unicellulaires) ;
- les métazoaires (parasites pluricellulaires : vers parasites par exemple) ;
- les arthropodes servent souvent de vecteur permettant le transport du parasite.

### Classification par siège
Certaines parasitoses affectent une zone particulière de l'organisme.

#### Les parasitoses intestinales
L'oxyurose affecte les intestins.

## Physiopathologie humaine
Chez l'homme ou l'animal, l'infestation peut se faire de différentes manières :
- par voie buccale ;
- par l'intermédiaire d'une piqûre d'insecte (par exemple le paludisme transmis par l'intermédiaire d'une piqûre d'anophèle, un moustique). Une seule piqure ou morsure (morsure de tique par exemple) peut introduire des parasites de plusieurs espèces différentes ;
- par voie pulmonaire ;
- par des œufs directement déposés dans une blessure.

## Liste de maladies parasitaires humaines
- Kératite à Acanthamoeba
- Amœbose (dénomination de l'amibiase dans la nouvelle nomenclature) due à Entamoeba histolytica
- Anguillulose ou strongyloïdose
- Ascaridiose
- Babésiose
- Balantidiase
- Bilharziose ou schistosomiase
- Capillariose
- Diphyllobothriose (anciennement Bothriocéphalose) due à Diphyllobothrium latum
- Maladie de Chagas
- Clonorchiase (ou clonorchose ou distomatose à Clonorchis sinensis ou Douve de Chine)
- Cryptosporidiose
- Distomatose
- Dracunculose ou filariose également appelée ver de Guinée, ver d'Afrique ou filariose de Médine
- Échinococcose provoquée par un ver échinocoque
- Éléphantiasis ou filariose lymphatique
- Fasciolose, fascioliase ou distomatose hépatique provoquée par un trématode Fasciola hepatica
- Fièvre de Katayama
- Filariose
- Gale ou scabiose
- Giardiase ou lambliase
- Gnathostomiasis
- Hyménolépiose
- Isosporose
- Lambliase, giardiase ou giardiose
- Leishmaniose
- Malaria ou paludisme
- Métagonimiase
- Myiase provoqués par des larves de diptères parasites
- Onchocercose
- Oxyurose
- Paludisme ou malaria
- Pédiculose corporelle
- Pédiculose du cuir chevelu
- Scabiose, ou gale
- Schistosomiase ou bilharziose
- Strongyloïdose ou anguillulose
- Taeniasis (cause de cysticercose)
- Toxocarose
- Toxoplasmose
- Trichocéphalose ou trichiurose
- Trypanosomiase africaine ou maladie du sommeil